# Segno di Rovsing

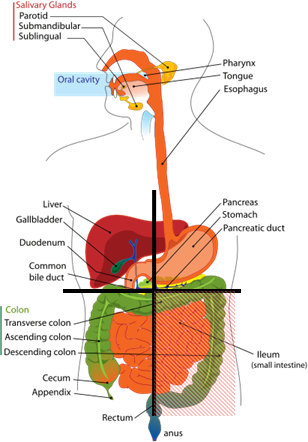

Il segno di Rovsing, dal nome del chirurgo danese Niels Thorkild Rovsing (1862–1927), è una indicazione di appendicite. Se la palpazione del quadrante inferiore sinistro dell'addome di una persona fa aumentare il dolore avvertito nel quadrante inferiore destro, si dice che il paziente ha un segno di Rovsing positivo e può avere un'appendicite. Il fenomeno fu descritto per la prima volta dal chirurgo svedese Emil Samuel Perman (1856-1945) scrivendo sulla rivista Hygiea nel 1904.
Nell'appendicite acuta, la palpazione in fossa iliaca sinistra può produrre dolore in fossa iliaca destra.

## Riferimento del dolore

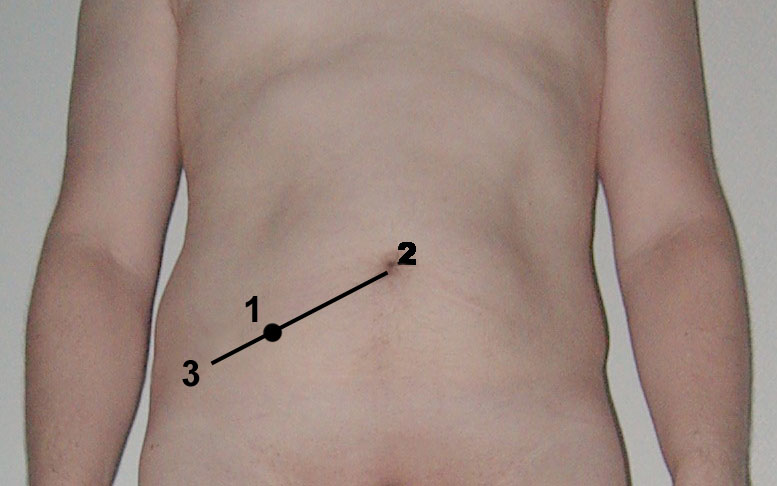
Il punto di McBurney al numero 1

Questa anomalia si verifica perché i nervi del dolore in profondità nell'intestino non si localizzano bene in un punto esatto della parete addominale, a differenza dei nervi del dolore nei muscoli. Il dolore causato da un'ulcera allo stomaco o da un calcolo biliare può essere interpretato dal cervello come dolore allo stomaco, al fegato, alla cistifellea, al duodeno o alla prima parte dell'intestino tenue. "Riferirà" spesso il dolore al medio addome superiore, l'epigastrio.
Poiché l'appendice è un pezzo di intestino, segue un modello di riferimento simile. Un'appendice con un'infiammazione precoce può dare un'irritazione non specifica da qualche parte vicino all'ombelico. Se l'infiammazione diventa grave, può irritare il rivestimento interno della cavità addominale chiamato peritoneo. Questo sottile strato di tessuto si trova in profondità nei muscoli della parete addominale. Ora il dolore è diventato "localizzato". Se la pressione viene applicata ai muscoli dell'addome inferiore destro (o fossa iliaca) vicino a un'appendice molto irritata, le fibre muscolari in quella zona saranno allungate e faranno male.

## Processi
Spiegazione patologica: questa manovra provoca dolorabilità nell'addome inferiore destro, poiché il contenuto dell'addome inferiore sinistro viene spostato all'applicazione della pressione, irritando ulteriormente il peritoneo infiammato.
Il segno di Rovsing viene suscitato spingendo l'addome lontano dall'appendice nel quadrante inferiore sinistro. L'appendice, nella grande maggioranza delle persone, si trova nel quadrante inferiore destro. Mentre questa manovra allunga l'intero rivestimento peritoneale, provoca solo dolore in qualsiasi punto in cui il peritoneo sta irritando il muscolo. In caso di appendicite, il dolore si fa sentire nel quadrante inferiore destro nonostante la pressione sia esercitata altrove.
La maggior parte dei professionisti spinge sul quadrante inferiore sinistro per vedere dove il paziente lamenta dolore. Se si avverte dolore nel quadrante inferiore destro, potrebbe esserci un organo o un pezzo di tessuto infiammato nel quadrante inferiore destro. L'appendice è generalmente il primo sospettato, sebbene anche altre patologie possano dare un segno "positivo" di Rovsing. Se la pressione del quadrante inferiore sinistro da parte dell'esaminatore porta solo a dolore al lato sinistro o dolore su entrambi i lati, sinistro e destro, allora potrebbe esserci qualche altra eziologia patologica. Ciò può includere cause relative alla vescica, all'utero, al colon ascendente (destro), alle tube di Falloppio, alle ovaie o ad altre strutture.
L'eponimo segno di Rovsing viene utilizzato anche nei pazienti con rene a ferro di cavallo, costituito da dolore addominale, nausea e vomito con iperestensione della colonna vertebrale.
Sebbene il test di Rovsing venga spesso eseguito in caso di sospetto di appendicite, la sua sensibilità e specificità non sono state adeguatamente valutate ed è considerato da alcuni un test antiquato.